# Орден «Гурбансолтан-эдже»
Орден «Гурбансолтан-эдже» — государственная награда Туркменистана для награждения женщин. Орден был учреждён 18 июня 1996 года и вручался до 8 февраля 2014 года, был заменен на новый орден «Женская душа» («Zenan kalby»). Назван в честь матери первого президента Туркменистана Сапармурата Ниязова — Гурбансолтан-эдже.

## Статут ордена[4]
1. Орденом «Гурбансолтан-эдже» награждаются женщины за особо выдающиеся заслуги в общественно-политической и трудовой деятельности, в деле укрепления, развития и приумножения нравственности, духовности и традиций народа Туркменистана, в воспитании подрастающего поколения в духе любви и уважения к своей Родине.
2. Орденом «Гурбансолтан-эдже» награждаются женщины, являющиеся гражданами Туркменистана.
Орденом «Гурбансолтан-эдже» могут быть награждены и женщины, не являющиеся гражданами Туркменистана.
3. Награждение орденом «Гурбансолтан-эдже» производится:
  - за большой вклад в развитие и укрепление независимости и нейтралитета Туркменистана, повышение авторитета государства на международной арене;
  - за особые трудовые заслуги перед государством и обществом, большие достижения в деле реализации широкомасштабных программ президента Туркменистана по проведению демократических преобразований и экономических реформ;
  - за большой личный вклад в укрепление нравственных устоев туркменского общества, повышение в нём роли и авторитета семьи, обеспечение преемственности духовных начал и традиций народа Туркменистана;
  - за высокие заслуги по патриотическому воспитанию подрастающего поколения в духе лучших традиций туркменского народа и на ярких примерах его достойных представителей;
  - за достижения в деле охраны материнства и детства.
4. Лицам, удостоенным награды, вручаются орден «Гурбансолтан-эдже» и удостоверение.
5. Гражданам Туркменистана, награждённым орденом «Гурбансолтан-эдже», выплачиваются за счёт средств Государственного бюджета единовременная премия в размере десятикратной среднемесячной оплаты труда и ежемесячная надбавка к заработной плате, должностному окладу, пенсии или стипендии в размере 30 процентов среднемесячной оплаты труда.
Лица, награждённые орденом «Гурбансолтан-эдже», пользуются льготами в случаях и порядке, установленных законодательством.
6. Орден «Гурбансолтан-эдже» носится на левой стороне груди и при наличии других орденов располагается после ордена «Туркменбаши».

## Описание ордена
Орден «Гурбансолтан-эдже» расположен внутри семигранной звезды, имеет форму броши. Диаметр окружности середины броши 26 мм. В её верхней части — рельефное изображение гелей туркменского ковра. В центре круга располагается фигура матери президента Туркменистана Сапармурата Ниязова — Гурбансолтан-эдже, смотрящая прямо, изготовленная из платины высотой 21 мм, шириной 16 мм. В нижней части фигуры помещена надпись на государственном языке «Gurbansoltan eje».
Орден «Гурбансолтан-эдже» изготавливается из сплава меди и никеля, поверхность позолочена. Семиконечная звезда, изображённая снаружи ордена, покрыта эмалью зелёного цвета; основа туркменского ковра, расположенного внутри круга, покрыта красной эмалью.
Орден посредством колечка соединяется с колодкой, изготовленной из сплава меди и никеля, покрытого золотом. Колодка представляет собой прямоугольник шириной 26 мм, высотой 14 мм. Внутри колодки размещено изображение Государственного флага Туркменистана, покрытое эмалью.
На оборотной стороне ордена имеется надпись на государственном языке «Garaєsyz bitarap Tьrkmenistanyт ordeni».